# Блэк, Льюис
Льюис Блэк (англ. Lewis Black; род. 30 августа 1948, Силвер-Спринг, Мэриленд) — американский стендап-комик, актёр, сценарист, драматург и продюсер. Более всего известен своей комедийной рубрикой «Back in Black» в телепередаче «The Daily Show», а также появлениями на канале HBO. Блэк считается одним из самых циничных комиков в США, а нервозность и гнев, часто демонстрируемые им во время выступлений, стали его своего рода «визитной карточкой».

## Начало карьеры
Льюис Блэк родился и вырос в Силвер-Спринге, штат Мэриленд. Получил степень бакалавра в области драмы от университета Северной Каролины в Чапел-Хилл (до поступления в него год учился в Мэрилендском университете в Колледж-Парке) и степень магистра в области драмы от школы драмы Йельского университета. В 1960-х годах принадлежал к движению хиппи, принимал участие в их протестных акциях и употреблял в больших количествах галлюциногенные и наркотические вещества. Этот опыт частично послужил впоследствии для его пьес и более поздних выступлений в жанре стендап.
После окончания получения образования он некоторое время работал в федеральном бюро по делам индейцев, где впервые столкнулся с силой американской чиновничьей бюрократии. В те молодые годы Блэк, по его словам, был идеалистом и пытался выполнять свою работу ответственно, помогая индейцам в резервациях, но не мог преодолеть «стены бюрократии, глупости и чёрствости»; по его словам, всё это оставило глубокий след в его душе и в значительной степени стало причиной демонстрируемого им на выступлениях гнева и разочарования по отношению к американской бюрократии.
После этого периода своей жизни он решил посвятить себя главному интересу своей жизни — театру. Он написал более 40 пьес и был художественным руководителем театра на 42-й улице в квартале «Адская кухня» Нью-Йорка в период 1981—1989 годов. После смены руководства театра Блэк покинул его и продолжил свою карьеру в стендап-комиком на телевидении и радио.
В этот же период своей жизни Блэк женился. В своей автобиографии он написал, что, когда вышел со своей новой женой из ЗАГСа, увидел человека, на которого надевали наручники сотрудники полиции. Блэк называют это событие зловещим предзнаменованием. Брак продлился меньше года.

## «Back in Black» и рост популярности
В 1996 году Блэк начал выступать в собственной комедийной рубрике «Back in Black» телепередачи «Daily Show», продолжая делать это до сегодняшнего дня. В ней он даёт свою оценку политическим и общественным событиям, происходящим в Соединённых Штатах, довольно необычным способом: читая полные цинизма, разочарования и резкого юмора монологи, обнажая все проблемы американского общества. Эта передача стала хитом и принесла Блэку большую известность.
С 2003 года Блэк является ведущим церемонии вручения Всемирной премии за глупость (World Stupidity Awards), проходящей ежегодно в Монреале, Канада. Блэк в настоящее время ведёт также (с 2008 года) собственное шоу на канале Comedy Central под названием The Root of All Evil («Корень всех зол»), каждый выпуск которого представляет собой пародию на своеобразное судебное разбирательство, в котором два комедианта, исполняющих роли адвокатов двух кандидатов на звание «корня всех зол», представляют аргументы и контраргументы, почему их претендент может являться «корнем всех зол», а претендент оппонента — нет. После озвучивания каждым кандидатом заключительных аргументов и контраргументов Блэк проводит опрос мнения «зрительской аудитории», после чего на основании аргументов, результатов опроса (которым он редко следует) и своего мнения, определяет, выступая в шоу в роли судьи, какой из двух кандидатов является большим злом (например, ими могут быть телеведущая Опра Уинфри или католическая церковь).
В 2006 году он сыграл роль в фильме «Человек года».

## Избранная дискография
- The White Album — 2000
- Unleashed DVD (3 Shows from Comedy Central + Extras — 2002
- Rules of Enragement — 2003
- Black On Broadway DVD (2003 HBO Special) — 2004
- Lewis black taxed beyond belive (2004 HBO Special) — 2004
- Luther Burbank Performing Arts Center Blues — 2005
- Live at Carnegie Hall — 2006

## Избранная фильмография

### Актёр
Кроме озвучивания
- 1986 — Ханна и её сёстры / Hannah and Her Sisters — Пол
- 1990 — Лестница Иакова / Jacob’s Ladder — доктор Иакова
- 1990—1991 — Дни и ночи Молли Додд / The Days and Nights of Molly Dodd — Берни (в 5 эпизодах)
- 1991 — Напролом / The Hard Way — банкир
- 2006 — Нас приняли! / Accepted — Бен Льюис
- 2006 — Человек года / Man of the Year — Эдди Лэнгстон
- 2006 — Дети без присмотра / Unaccompanied Minors — Оливер Портер
- 2009 — Блэк несёт бред[англ.] / Stark Raving Black — в роли самого себя (док.)
- 2011 — Афганец Люк[англ.] / Afghan Luke — Льюис Блэк

### Озвучивание
Фильмы, мультфильмы, мультсериалы, видеоигры
- 2003 — Шоу Брака / The Brak Show — разные персонажи (в 2 эпизодах)
- 2005 — Счастливый эльф[англ.] / The Happy Elf — Норберт
- 2005, 2007 — Харви Бёрдман / Harvey Birdman, Attorney at Law — Смертельный Дупликатор (в 4 эпизодах)
- 2006 — Фарс пингвинов / Farce of the Penguins — пингвин Джимми
- 2008 — Harvey Birdman: Attorney at Law[англ.] — Смертельный Дупликатор
- 2010 — Мир через замочную скважину[англ.] / Peep World — рассказчик за кадром
- 2010—2013 — Скуби-Ду: Мистическая корпорация / Scooby-Doo! Mystery Incorporated — мистер И / Рики Оуэнс (в 23 эпизодах)
- 2012, 2014 — Черепашки-ниндзя / Teenage Mutant Ninja Turtles — паук Байтс / Вик (в 2 эпизодах)
- 2015 — Головоломка / Inside Out — Гнев
- 2017 — Рок Дог / Rock Dog — Линнакс
- 2024 — Головоломка 2 / Inside Out 2 — Гнев

### Продюсер
- 2008 — Корень всех зол[англ.] / Lewis Black’s Root of All Evil (исполнительный, 8 эпизодов)
- 2009 — Блэк несёт бред[англ.] / Stark Raving Black (исполнительный)

### Сценарист
- 1998, 2000, 2002 — Comedy Central представляет[англ.] / Comedy Central Presents — 3 эпизода
- 2009 — Блэк несёт бред[англ.] / Stark Raving Black

## Награды и номинации
- 2001 — American Comedy Awards — «Самый смешной стендап-комик (мужчины)» — победа.
- 2007 — англ. 59th Primetime Creative Arts Emmy Awards в категории «Лучшая работа в варьете, мюзикле или комедии» за продюсирование и сценарий автобиографического телефильма Lewis Black: Red, White & Screwed — номинация.
- 2011 — Грэмми в категории «Лучший комедийный альбом» за сценарий и исполнение главной роли в фильме-концерте англ. Stark Raving Black — победа.
- 2014 — Грэмми в категории «Лучший комедийный альбом» за телефильм «В Бога мы ржавеем» — номинация.